# Стрела (Гродненская область)
Стрела́ (бел. Страла) — деревня в Жуковщинском сельсовете Дятловского района Гродненской области Белоруссии.

## Этимология
Название деревни представляет собой термин: стрелка — песчаная коса.

## География
Стрела расположена в 8 км к северо-западу от Дятлово, 129 км от Гродно, 21 км от железнодорожной станции Новоельня.

## История

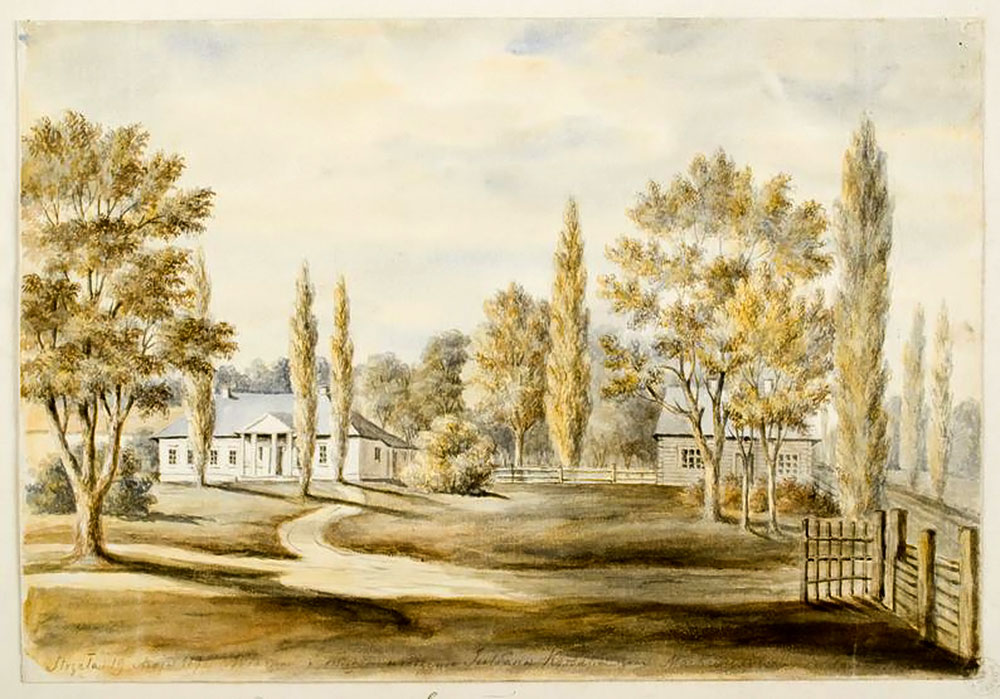
Усадьба Корсаков в Стреле на рисунке Наполеона Орды (1871)

В 1624 году упоминается в составе Краглевского войтовства Дятловской (Здентельской) волости во владении Сапег.
В XIX веке Стрела являлась усадьбой польскоязычного поэта и переводчика Юлиана Корсака.
В 1880 году Стрела — деревня в Дятловской волости Слонимского уезда Гродненской губернии (27 жителей).
В 1921—1939 годах Стрела находилась в составе межвоенной Польской Республики. В 1923 году в Стреле насчитывалось 53 хозяйства, проживало 224 человека.
В сентябре 1939 года Стрела вошла в состав БССР. В 1940—1973 годах деревня являлась центром Стрельского сельсовета.
С 1991 года — в Республике Беларусь. В 1996 году Стрела входила в состав колхоза «1-е Мая». В деревне насчитывалось 58 хозяйств, проживало 122 человека. Согласно переписи населения 2009 года, в Стреле проживало 65 человек.